# L'Eixample (València)
L'Eixample és el nom que rep el districte número 2 de la ciutat de València. Està delimitat pel nord pels carrers de Colom i de la Justícia; per l'est pel Jardí del Túria; pel sud per l'avinguda de Peris i Valero i per l'oest per les vies de tren que arriben a l'Estació del Nord que queda fora del districte.
Limita amb Ciutat Vella pel nord-oest, Extramurs per l'oest, Quatre Carreres pel sud i el Pla del Real pel nord-est. Tres barris formen part del districte:
- Russafa
- Pla del Remei
- Gran Via

## Història
L'Example de València comença a gestar-se a finals del segle xix per la necessitat de resoldre, com altres projectes d'eixample de l'època, importants problemes de la ciutat antiga com era la progressiva escassetat i encariment dels solars urbans, la insana agrupació d'habitatges i indústria, l'amuntegament i la insalubritat dels habitatges tradicionals, i l'absència d'un sistema viari més eficaç i senzill. En la dècada de 1850 la ciutat de València, el perímetre de la qual es limitava encara a la Ciutat Vella i alguns ravals, es densifica fins a arribar als 100.000 habitants. Això, unit a un desplaçament de la centralitat urbana cap al sud (inauguració de la Estació del Nord en l'hort de Sant Francesc en 1852, trasllat de l'Ajuntament de l'edifici Palau de la Generalitat Valenciana al seu actual emplaçament en 1859, entre altres) van propiciar les primeres idees d'eixample.
Ja en 1864 s'havia publicat la 1a Llei d'Eixample, i en 1867 li va seguir el Reglament. No obstant això, els successos revolucionaris de 1868 van fer inviables els nous projectes, que van quedar estancats. Amb la Llei d'Eixample i la posterior Comissió Municipal d'Eixample del 1876 s'enceta el llarg procés que no arrancarà de manera definitiva fins a l'aprovació el 1887 del projecte dels arquitectes José Calvo, Joaquim Maria Arnau i Lluís Ferreres. Abans de l'aprovació d'aquest projecte definitiu s'havien barallat altres projectes com el de 1858 dels arquitectes Sebastià Monleón, Antonio Sancho i Timoteo Calvo. L'antecedent de 1858 serví del qual es considerà el sistema viari que va servir de base del nou traçat. Altres referents foren l'estructura geomètrica del Pla Cerdà, de l'arquitecte català Ildefons Cerdà per a l'Eixample de Barcelona, de 1860. A més, mostra certs paral·lelismes amb altres projectes, com el proposat per a la ciutat de Milà en el Plànol de l'enginyer Cessés Beruto, de 1884. Modèlic en la seua definició, va servir també d'exemple a seguir en el traçat del segon Eixample (districte d'Extramurs), elaborat per Francesc Mora en 1912, que va ampliar el perímetre fins a la zona de Trànsits.
Aquell projecte comprenia una gran àrea extramurs entre la línia de l'antiga muralla de València, on es va traçar el carrer de Colom, i la Gran Via del Marqués del Túria, base del nou Eixample en la part est de la ciutat, i el seu traçat entre el Pont del Mar i el barri de Russafa va quedar definit amb un eix que és el carrer de Ciril Amorós. Descriu un traçat en reticle i illes regulars octavades en els seus angles i amb un pati interior. Les voreres estan ornamentades amb arbres i l'edificació constitueix una de les seues característiques essencials.

## Urbanisme

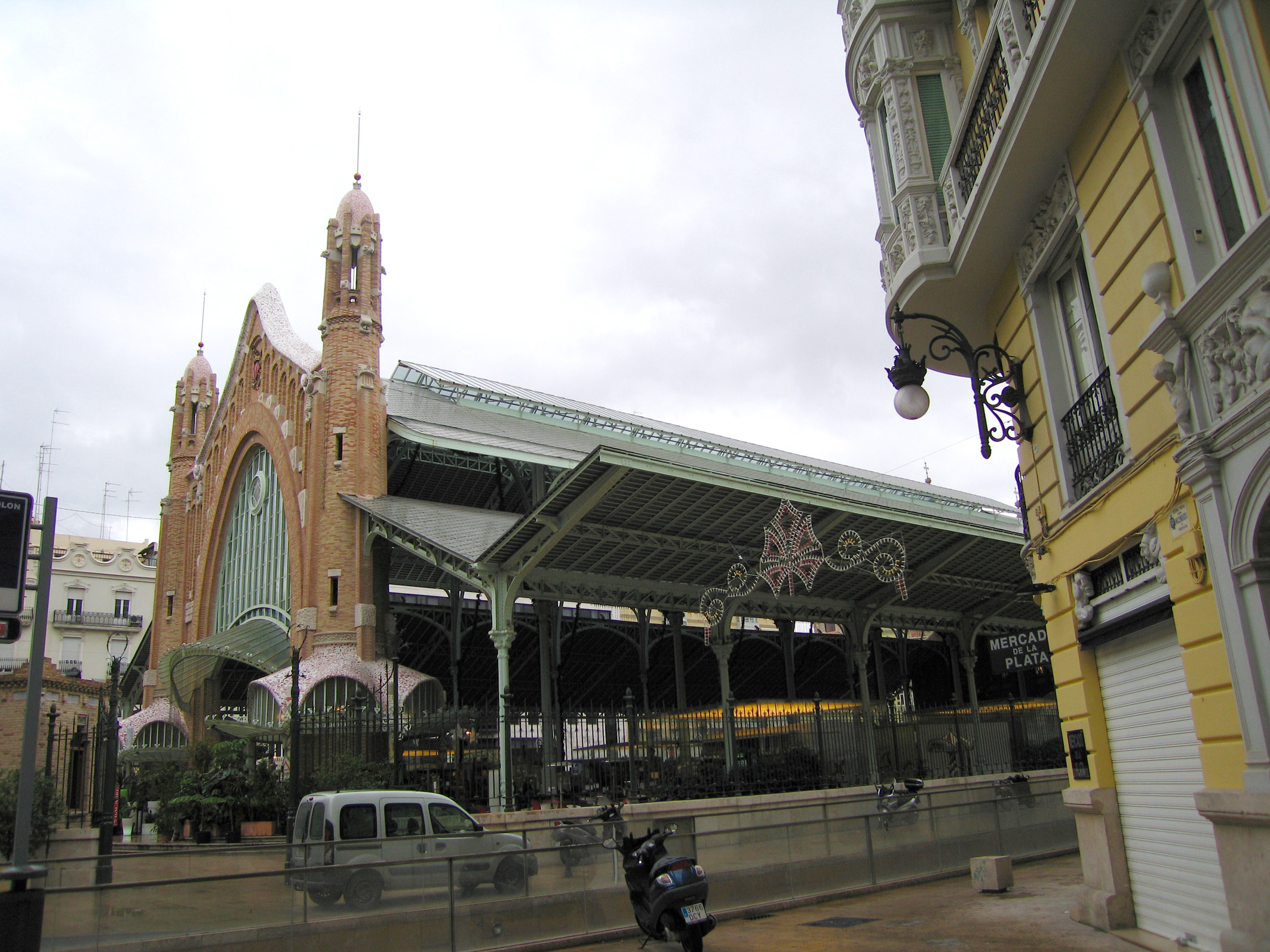
Mercat de Colom.

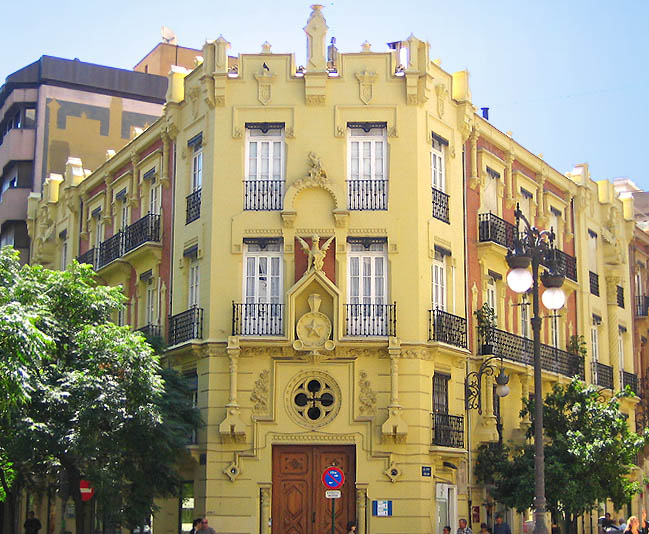
Casa del Drac.

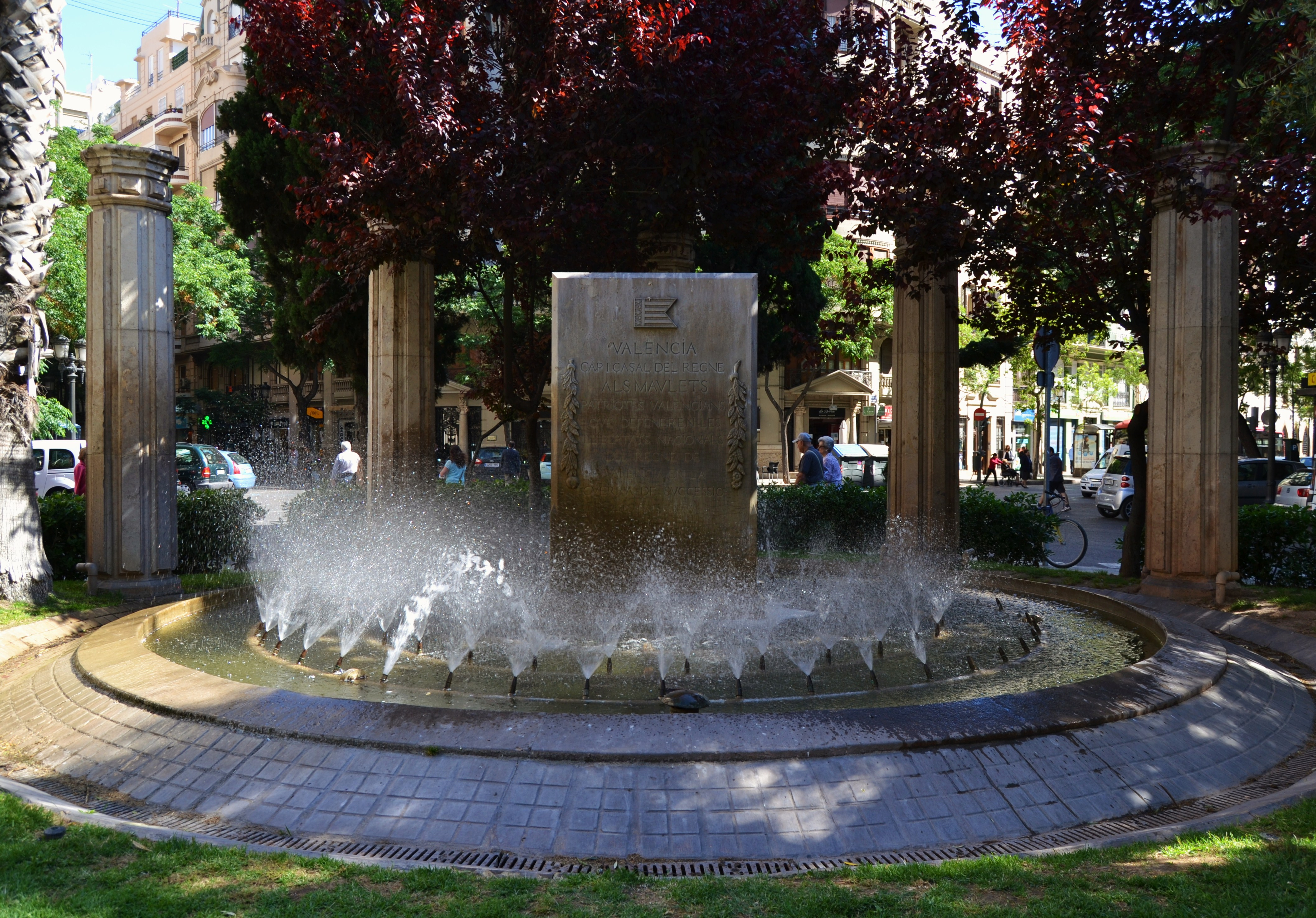
Monument als maulets situat a l'avinguda del Regne de València

L'edifici públic més notable de la zona és el Mercat de Colom, projectat per l'arquitecte Francisco Mora en 1914, una de les joies del modernisme a València reconvertit en l'actualitat en un espai d'oci i serveis de gran qualitat. Existeixen també edificis religiosos d'estil neogòtic que s'insereixen perfectament en el traçat, com l'Església de Sant Joan i Sant Vicent, realitzada segons projecte de José Calvo de 1897, o l'església dels Dominics, projectada per Joaquim Mª Arnau en 1906.
Però l'autèntic llegat arquitectònic de l'Eixample són els mateixos edificis d'habitatges, amb elegants façanes i profusió d'ornaments, que il·lustren àmpliament els diferents corrents estètics de l'època. Entre els més significatius, el Palau de la Comtessa de Bunyol, obra d'estil historicista rococó del mestre d'obres Vicent Alcayne, de 1906. Amb estil historicista modernista de caràcter medieval destaca la Casa dels Dracs projectat per l'arquitecte José Manuel Cortina en 1901. La Casa Albacar, de 1911, representatiu de l'eclecticisme afrancesat, i la Casa Santoma, també d'estil francés de l'arquitecte Vicente Rodríguez, de 1924. La Casa Peris, edifici modernista amb elements de l'art nouveau i de la sezessión vienesa de l'arquitecte Carlos Carbonell, de 1913. La Casa Ferrer, obra de l'arquitecte Vicent Ferrer, de 1907, insereix també en el modernisme vienés. La Casa Ortega, modernista en la línia art nouveau, obra de Manuel Peris Ferrando, de 1906, i la Casa Barona, també d'estil modernista i obra de Javier Goerlich, de 1914.
Concebut com a modern barri residencial i acomodat, l'Eixample conserva la seua traça i vigent la seua funció, al mateix temps que ha anat adaptant els seus baixos a finalitats comercials i habitatges en oficines, configurant-se com un dels barris més cosmopolites de València.

## Elements destacats
Al districte de l'Eixample de València trobem diferents edificis o elements urbans que li confereixen al districte funcions:
- Comercial: Mercat de Colom, Mercat de Russafa
- Lúdic: Plaça de Bous on a més d'espectacles taurins s'organitzen concerts i altres esdeveniments.
- Residencial

## Demografia
La població de l'Eixample segons l'INE a 1 de gener de 2009 era de 44.099 habitants. El 1981 amb més de 55.000 habitants, la qual cosa significa que el districte ha perdut un 20% de la seua població en els darrers 30 anys.
| 1981   | 1986   | 1991   | 1996   | 2007   | 2008   | 2009   |
| ------ | ------ | ------ | ------ | ------ | ------ | ------ |
| 55.078 | 49.767 | 46.885 | 45.082 | 44.127 | 44.108 | 44.099 |

| Codi | Nom del barri    | Població (2009) | Superfície (ha) | Densitat (hab/ha) |
| ---- | ---------------- | --------------- | --------------- | ----------------- |
| 01   | Russafa          | 25.134          | 87,8            | 286,4             |
| 02   | El Pla del Remei | 6.926           | 38,7            | 179,0             |
| 03   | Gran Via         | 12.039          | 46,9            | 256,9             |
|      | L'Eixample       | 44.099          | 173,3           | 254,45            |

## Comunicacions
Els vials principals que creue el districte són la Gran Via del Marqués del Túria i l'avinguda del Regne de València, a més del fet que rodegen l'Eixample: el carrer de Colom, el passeig de la Ciutadella, la plaça d'Amèrica, l'avinguda de Jacinto Benavente i l'avinguda de Peris i Valero. El districte es troba comunicat mitjançant el transport públic d'autobusos de l'EMT.
No compta amb cap estació de MetroValencia, la més propera és la de Colom, Xàtiva o la de l'Albereda. L'any 2006 es va començar a construir la línia 10 de metro, que connectarà Natzaret amb Russafa, però la Generalitat Valenciana va aturar la construcció el 2011 per falta de pressupost. Les obres van ser reanudades el juny de 2020 pel nou govern valencià.